# 가산초등학교 (부산)
가산초등학교는 대한민국 부산광역시 부산진구에 있었던 공립 초등학교이다.

## 학교 연혁
- 1979년 5월 7일: 가산국민학교 설립 인가
- 1979년 5월 14일: 개교
- 1981년 3월 1일: 가야국민학교에서 24학급 분리
- 1996년 3월 1일: 가산초등학교로 명칭 변경
- 2001년 12월 2일: 가산어린이방송실 완공
- 2003년 10월 9일: 도서실(2실) 정비
- 2005년 8월 31일: 과학실 리모델링 및 제 2과학실 설치
- 2005년 11월 11일: 제 3회 전국 ICT활용교육연구대회2등급 입상(학교경영분과)
- 2005년 12월 30일: 교육정보화 우수학교 교육감 표창
- 2009년 2월 19일: 가산영어체험실 개관
- 2012년 3월 4일: 돌봄교실 신축개원
- 2012년 8월 31일: 운동장 놀이시설 교체
- 2012년 9월 3일: 장애우 편의시설 공사 완료
- 2012년 11월 23일: 방송실 냉난방기 설치, 학교 텃밭 펜스 설치
- 2012년 11월 30일: 예절실 정비 완료
- 2012년 12월 10일: 부산광역시교육청 학교평가 우수학교 수상
- 2012년 12월 14일: 부산광역시교육청 방과후학교 우수학교(교육감상) 수상
- 2013년 3월 1일: 제15대 박종현 교장 취임
- 2013년 3월 8일: 스마트교실 구축
- 2013년 12월 10일: 방송실 리모델링
- 2014년 6월 6일: 옥상방수공사 작업 완료
- 2014년 6월 18일: 농구대 안전매트 설치 및 핸드볼 골대 고정 공사 완료
- 2014년 8월 29일: 동편 4층 계단 벽면, 6학년 교실 내부 도색 완료
- 2014년 11월 9일: 강당 형광등 커버용 아크릴 설치
- 2015년 2월 17일: 제34회 졸업식(남13, 여4 계 17명, 누계 4,218명)
- 2025년 3월 1일: 폐교 및 가야초등학교, 가평초등학교 통폐합으로 46년 만에 폐교

## 참고 자료
- 가산초등학교 - 한국교육학술정보원 학교알리미